# 701 Oriola
701 Oriola eller 1910 KN är en asteroid i huvudbältet, som upptäcktes 12 juli 1910 av den tyske astronomen Joseph Helffrich i Heidelberg. Den har fått sitt namn efter fågelsläktet Oriolus.
Asteroiden har en diameter på ungefär 42 kilometer.